# Ali Sendegeya
Ali Sendegeya – ugandyjski piłkarz grający na pozycji bramkarza. W swojej karierze grał w reprezentacji Ugandy.

## Kariera klubowa
W swojej karierze piłkarskiej Sendegya grał w klubach Bell FC, Kampala City Council i Coffee United SC.

## Kariera reprezentacyjna
W 1976 roku Sendegya został powołany do reprezentacji Ugandy na Puchar Narodów Afryki 1976. Zagrał w nim w dwóch meczach grupowych: z Egiptem (1:2) i z Gwineą (1:2).